# Туз (езеро)
Туз (на турски: Tuz Gölü – Солено езеро) е безотточно, солено езеро в Турция, в централната част на Анадолското плато, във вилаетите Анкара, Аксарай и Кония. То е 2-рото по големина в Турция след езеро Ван. Намира се на около 105 km североизточно от град Кония и на осоло 150 km южно от столицата Анкара. Разположено е на 905 m н.в., дължина от север на юг 80 km, ширина до 50 km, площ от 1600 km² през зимата до 2500 km² през пролетта. Дълбочина 1 – 2 m. Единствената постоянно подхранваща го река е Ченекьозю.
Езерото е с изключителен физиологичен разтвор и през лятото по-голямата част от водата му пресъхва и се покрива с кора от сол, която достига дебелина до 30 см. 
Съдържанието на солите (главно NaCl) във водата достига до 34% от обема ѝ. През пролетта част от солта се разтваря отново в прясна вода, която постъпва в езерото чрез дъждовните валежи и вливащите се в него временни реки. Този процес подпомага солните мини които се намират в езерото. Трите активни мини в източната част на езерото произвеждат 70% от солта, консумирана в Турция. Основната дейност в района около езеро Туз е свързана с добива, преработката и рафинирането на сол. Земята около езерото е плодородна, с изключение на южната част, където често има широки сезонни наводнения. Дъното на езерото е глинесто, а край южните и западните му брегове са развити солончаци.